# Norðurland vestra
Il Norðurland vestra (Terra del nord-ovest) è una delle otto regioni islandesi, è collocate nella zona nordoccidentale dell'isola.
Il centro abitato principale è quello di Sauðárkrókur, con una popolazione di 7 322 abitanti (2020).

## Geografia fisica

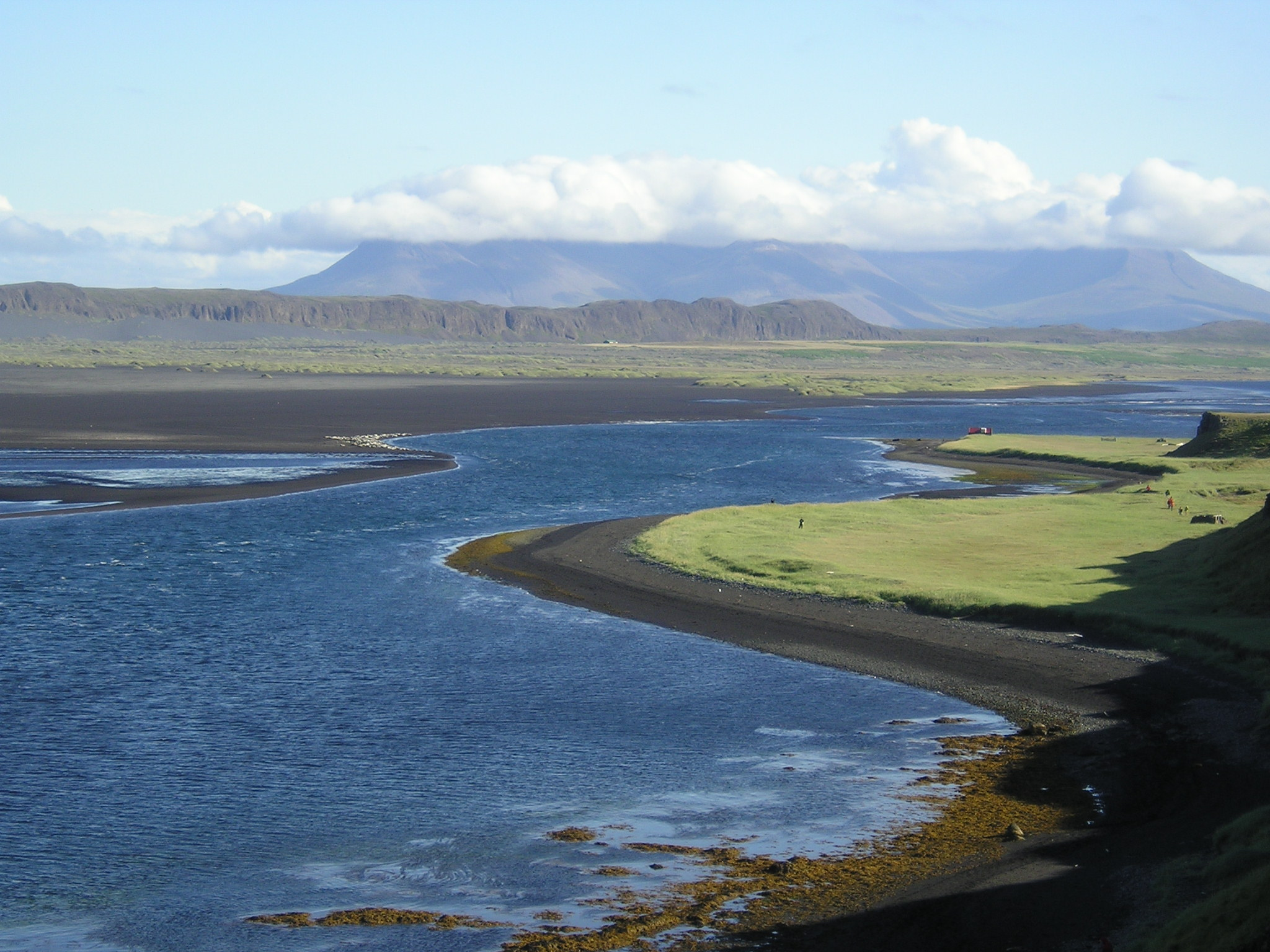
Baia di Hunafloi

La densità di popolazione in questa regione è tra le più basse dell'isola, comprende piccoli insediamenti rurali la cui economia è basata esclusivamente sulla pesca.
La regione si divide in tre principali penisole separate da tre grandi fiordi, una di queste la Vatsnes si affaccia sulla baia di Hunafloi, è famosa per le sue terre segnate dal continuo vento che non permette alla vegetazione di crescere

## Economia
La regione è attraversata sulla costa dalla Ring Road, una rete di trasporti pubblici collega la capitale della regione Sauðárkrókur con Reykjavík in poco meno di tre ore.
Il capoluogo della regione, il cui nome si può tradurre con l'angolo della pecora, è attraversato da un'unica strada principale; nasce sulle coste del fiume Saùdà, e rappresenta il punto di partenza per i turisti che intendono visitare il nord dell'Islanda, vista la presenza nelle vicinanze di un piccolo aeroporto locale.

## Storia
Alcune tra le più conosciute leggende islandesi hanno origine proprio in queste terre: Grettir il forte, Vatnsdalur, e la guerra civile di Sturlunga.

## Comuni
- Akrahreppur: (225)
- Blönduós: (903)
- Skagaströnd: (534)
- Húnaþing vestra: (1.167)
- Húnavatn: (463)
- Skagabyggð: (96)
- Skagafjörður: (4.078)